# ليوبولد فيكتور ديليسل
ليوبولد فيكتور ديليسل (بالفرنسية: Léopold Delisle)‏ هو أمين مكتبة ومؤرخ فرنسي، ولد في 24 أكتوبر 1826 في فالوغنس في فرنسا، وتوفي في 22 يوليو 1910 في شانتيه في فرنسا.

## وصلات خارجية
- ليوبولد فيكتور ديليسل على موقع الموسوعة البريطانية (الإنجليزية)